# ديميتريوس بابانيكولاو
ديميتريوس بابانيكولاو (باليونانية: Δημήτρης Παπανικολάου)‏ مواليد 7 فبراير 1977 في إيليو، أثينا، هو مدرب كرة سلة يوناني ولاعب معتزل. بدأ مسيرته الاحترافية في سنة 1992. يبلغ طوله 6 قدم 7.5 بوصة (2.0 م). مثّل منتخب بلاده. شارك في دورة الألعاب الأولمبية الصيفية سنة 1996. اعتزل اللعب في 2011.

## المسيرة الاحترافية
لعب مع نادي أولمبياكوس لكرة السلة من سنة 1995 إلى 2002، ثم لعب مع نادي ماكدونيكوس لكرة السلة في موسم 2002–2003، ثم لعب مع نادي باناثينايكوس لكرة السلة من سنة 2003 إلى 2007، ثم لعب مع نادي إيه إي كي لكرة السلة من سنة 2007 إلى 2009، ثم لعب مع نادي بانيونيس لكرة السلة في موسم 2009–2010.

## سجل المنافسة
شارك في المنافسات التالية:
- الألعاب الأولمبية الصيفية 1996
- الألعاب الأولمبية الصيفية 2004

## روابط خارجية
- ديميتريوس بابانيكولاو على موقع الاتحاد الدولي لكرة السلة (الإنجليزية)
- ديميتريوس بابانيكولاو على موقع الدوري الأوروبي لكرة السلة (الإنجليزية)
- ديميتريوس بابانيكولاو على موقع كرة السلة الأوروبية.كوم (الإنجليزية)
- ديميتريوس بابانيكولاو على موقع DraftExpress.com (الإنجليزية)
- ديميتريوس بابانيكولاو على موقع ريلجم (الإنجليزية)
- ديميتريوس بابانيكولاو على موقع بروبوليرز (الإنجليزية)
- ديميتريوس بابانيكولاو على موقع سبورتس رفرنس (الإنجليزية)
- ديميتريوس بابانيكولاو على موقع أوليمبيديا (الإنجليزية)